# 호동로 (포항시)
호동로(Hodong-ro)는 대한민국 경상북도 포항시 남구 호동에서 괴동동을 거쳐 연결하는 도로이다.
2009년 12월 1일 도로명 주소 사업에 인해 호동로로 지정되었다.

## 노선 구간
- 삼거리 명칭 미상
  - 철강로
    - 렉셈
    - 부일화학
    - 에이케이켐텍
    - 다우산업
    - 삼성스틸
    - 고도화학
    - 진방스틸
    - 세아제광
- 삼거리 명칭 미상
  - 서원재로
    - 한국폴리텍6대학 포항캠퍼스
- 삼거리 명칭 미상
  - 괴동로

## 차로수
- 왕복 4차로

## 같이 보기
- 포스코